# Arabische Koninkrijk Syrië
Het Arabische koninkrijk Syrië (Arabisch: المملكة العربية السورية, oftewel al-Mamlakah al-Sūriyya al-‘Arabīyah) was een kortstondig bestaande Arabische staat. Deze eerste moderne Arabische staat werd na het terugtrekken van de Turkse troepen gevestigd door Arabieren die door Lawrence of Arabia en de geallieerden waren aangemoedigd om niet alleen tegen de Osmaanse overheerser te vechten maar ook onafhankelijkheid te zoeken.

## Geschiedenis
Het koninkrijk bleef slechts van 8 maart tot 24 juli 1920 bestaan. Het staatshoofd was koning (emir) Faisal bin Hussein, de zoon van koning Hoessein bin Ali, koning van het koninkrijk Hidjaz. Het koninkrijk maakte aanspraken op Groot-Syrië. De Fransen erkenden die aanspraak en ook het koningschap van Faisal bin Hussein niet.
Frankrijk, dat in de Sykes-Picot-overeenkomst met het Verenigd Koninkrijk het Midden-Oosten had opgedeeld in invloedssferen  en aanspraak op Syrië en Libanon maakte, stuurde een expeditieleger.
De eerste campagne begon in januari 1920. Het Arabische koninkrijk Syrië werd, in wat de Fransen de Franco-Syrische Oorlog zouden noemen, bezet. Deze campagne eindigde al op 24 juli 1920, de dag waarop Franse troepen Damascus veroverden. Het Arabische koninkrijk Syrië werd door Frankrijk opgeheven. Turkije maakte gebruik van de onrust door de Franse koloniale troepen en het Frans Armeense Legioen aan te vallen. De Turkse bondgenoten, de Kuva-yi Milliye, werden verslagen en Frankrijk bezette van mei 1920 tot oktober 1921 het Turkse Cilicië.
De ongemakkelijke wapenstilstand werd op 23 augustus 1925 verbroken door Sultan al-Atrash die officieel een revolutie tegen Frankrijk aankondigde. Deze Grote Syrische opstand, ook wel de Grote Druzenopstand genoemd, zou enkele jaren duren maar resulteerde in een Franse overwinning.